# Neosiluroides cooperensis
Neosiluroides cooperensis (engl. Cooper Creek Catfish) ist ein im Inneren Australiens vorkommender Süßwasser-Wels aus der Familie der Korallenwelse.

## Merkmale
Diese Korallenwels-Art wird normalerweise etwa 20 bis 25 Zentimeter lang (maximal bis 46 Zentimeter). Der Rücken ist blassgrau bis cremefarben braun, typischerweise mit dunklen Sprenkeln, manchmal an den Seiten marmoriert und weißlich unterhalb. Die Flossen sind häufig gelblich. Die vordere Rückenflosse ist schmal und kurz und besitzt einen harten, scharfen Flossenstrahl und fünf bis sechs Weichstrahlen. Die zweite, sehr kurze Rückenflosse (25–33 Weichstrahlen) ist mit der Schwanzflosse (10–12 Weichstrahlen) und der Afterflosse (73–87 Weichstrahlen) verwachsen, die Brustflossen weisen einen scharfen Hartstrahl und elf bis dreizehn Weichstrahlen auf. Die Augen sind relativ klein.
Neosiluroides cooperensis ist der einzige Vertreter der Gattung Neosiluroides. Die Gattung wurde aufgestellt aufgrund der ungewöhnlicherweise innenliegenden Nasenlöcher, die mit einer dicken Hautschicht ummantelt sind, die eine äußere Vorkammer bilden. Außerdem befinden sich auf der Körper- und Kopfhaut kleine Papillen.

## Verbreitung und Lebensweise
Die Art ist endemisch im Cooper-Creek-Flusssystem, das Teil des Lake Eyre Einzugsgebietes in Zentral-Australien ist. Dort kommt sie häufig in den größeren, permanenten Wasserlöchern der periodisch fließenden Gewässer vor. Die Fische leben am oft schlammigen Boden der meist trüben Gewässer.
Die Nahrung dieser Korallenwelse besteht aus Schnecken und Krebstieren. Die Eier sind mit drei bis vier Millimeter Durchmesser die größten unter den australischen Korallenwelsen, die Anzahl der Eier beträgt ungefähr eintausend pro Ablaichvorgang. Die Art soll sehr aggressiv gegenüber anderen Fischen auftreten.